# Captan
Captan ist eine chemische Verbindung aus der Gruppe der Phthalimide.

## Gewinnung und Darstellung
Captan kann durch Reaktion von 1,2,3,6-Tetrahydrophthalimid mit Trichlormethansulfenylchlorid (Perchlormethylmercaptan) in Gegenwart von Natriumhydroxid gewonnen werden.

## Eigenschaften
Captan ist ein brennbarer weißer bis gelber (technisches Produkt) Feststoff mit schwach mercaptanartigem Geruch, der praktisch unlöslich in Wasser ist. Er zersetzt sich bei Erhitzung und hydrolysiert langsam unter neutralen und rasch unter basischen Bedingungen.

## Verwendung

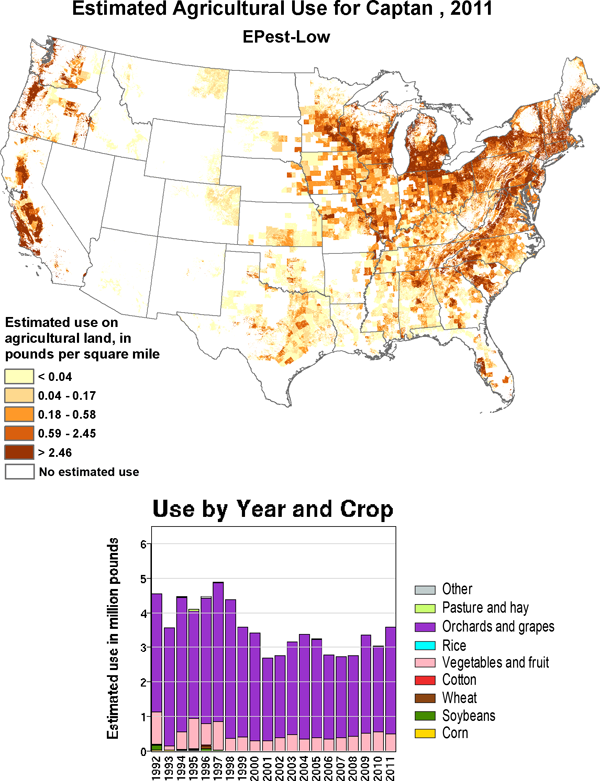
Geschätzte Ausbringungsmenge in den USA 2011

Captan wird als Wirkstoff in Pflanzenschutzmitteln verwendet. Es dient als Fungizid gegen eine Reihe von Krankheiten. Captan wurde im März 1949 in den USA erstmals zugelassen. Dort werden jährlich über 1400 t Captan – meist im Wein- und Obstbau – eingesetzt.
Im Obstbau wird Captan als Kontaktfungizid gegen pilzliche Lagerfäulen und Apfelschorf verwendet.

## Zulassung
Der Wirkstoff Captan wurde in der Europäischen Union mit Wirkung zum 1. Oktober 2007 für Anwendungen als Fungizid zugelassen.
In vielen Staaten der EU, unter anderem in Deutschland und Österreich, sowie in der Schweiz sind Pflanzenschutzmittel (z. B. Malvin, Merpan) mit diesem Wirkstoff zugelassen.

### Geschichte
Captan ist vermutlich karzinogen. Aus Gründen der Anwendersicherheit (Einatmen von Captanstaub beim Einfüllen) wurde 1986 die seit 1971 bestehende Zulassung nicht verlängert. Erst 2001 wurde Captan in Deutschland als nichtstaubendes wasserdispergierbares Granulat (WG) wieder zugelassen.